# Fábio Pestana Ramos
Fábio Pestana Ramos (São Paulo, 21 de setembro de 1974) é um historiador brasileiro, defensor da tese da não existência da Escola de Sagres e do descobrimento do Brasil anterior a Pedro Álvares Cabral em 1500.
Seus principais trabalhos concentram-se na história moderna, com ênfase em Portugal e Brasil Colônia, mas publicou trabalhos sobre outros temas como história das relações internacionais, história da educação e história da África. Em seus artigos abordou temas da Idade Antiga, Idade Média e Idade Moderna.

## Biografia
Formado em filosofia pela Universidade de São Paulo (USP), recebeu o título de doutor em história social pela mesma universidade em 2002.
Foi agraciado com uma menção honrosa pela USP pelo desenvolvimento de uma pesquisa de iniciação científica que, posteriormente, foi publicada pela Humanitas no ano 2000, resultando no livro Naufrágios e Obstáculos enfrentados pelas armadas da Índia Portuguesa: 1497-1653.
A pesquisa foi financiada pela FAPESP, fazendo uma análise quantitativa sobre os navios naufragados na Carreira da Índia, unindo pressupostos sociais, econômicos e culturais.
Em 2000, participou do livro História das Crianças no Brasil, escrevendo o primeiro capítulo da obra A História Trágico-Marítima das crianças nas embarcações portuguesas do século XVI, livro que recebeu o prêmio Casa Grande e Senzala.
Em 2002, participou do livro Festa Cultura e Sociabilidade na América portuguesa, organizado por István Jancsó e Iris Kantor, que recebeu o Prêmio Jabuti na categoria Ciências Humanas.
No âmbito acadêmico, iniciou a carreira docente na Universidade Bandeirante de São Paulo, lecionando em disciplinas na área de Ciências Humanas e Gestão na Pontifícia Universidade Católica de Campinas, Fundação Santo André e Unimonte, entre outras universidades particulares. Atualmente é professor na Faculdade Pentágono (FAPEN), exercendo a função de editor de publicações e coordenação de projetos.
Em 2004, lançou o livro No tempo das especiarias, abordando o âmbito das navegações e descobrimentos portugueses, na realidade uma adaptação do texto de sua tese de doutorado. A obra demonstra como a pimenta e depois o açúcar ajudaram a articular o sistema capitalista já no século XVI, quando as especiarias tiveram fundamental importância para compor o mercantilismo europeu.. Este livro foi reeditado várias vezes e passou a ser adotado em faculdades de história como leitura obrigatória, inclusive na Pontifícia Universidade Católica de Campinas, e em algumas escolas do ensino fundamental e médio, dado sua linguagem acessível
Em 2008 publicou o livro Por mares nunca dantes navegados: a aventura dos descobrimentos. No livro defendeu a ideia que a escola de sagres nunca existiu e que o Brasil não foi descoberto por Pedro Álvares Cabral, noticia que gerou polêmica e repercutiu nos meios de comunicação de Portugal.
Em parceria com Marcus Vinicius de Morais, em 2010, publicou o livro Eles Formaram o Brasil: Grandes personagens do Brasil. O livro demonstra a formação da nacionalidade brasileira, afirmando que diferentes tipos de pessoas participaram da formação do Brasil: índios, portugueses, escravos, perseguidos religiosos, dentre os quais: o Caramuru, a índia Bartira, Manuel da Nóbrega, Raposo Tavares, Manuel Beckman, Felipe dos Santos, Chica da Silva, Maurício de Nassau e Marquês do Lavradio.
Em seus livros defende a ideia de que a miscigenação é a grande força do brasileiro, pois, a partir deste componente, o Brasil possui grande capacidade de adaptação.
Desde de 13 de agosto de 2010, edita a publicação eletrônica online Para entender a história, a qual conta com Mary Del Priore no seu Conselho Editorial.

## Prêmios
- 2002	Prêmio Jabuti, na categoria Ciências Humanas, atribuído pela Câmara Brasileira do Livro, para o livro  por Festa Cultura e Sociabilidade na América portuguesa.[8].
- 2000	Prêmio Casa Grande e Senzala, atribuído pela Fundação Joaquim Nabuco, para o livro História das Crianças no Brasil do qual é um dos co-autores,[7].
- 1997	Menção Honrosa outorgada pela USP por Naufrágios e Obstáculos enfrentados pelas Armadas da India Portuguesa, Universidade de São Paulo[6].
- 2015	Prêmio Professor Padre Geraldo Magela: práticas para uma educação inovadora - 1º. Lugar na Categoria Projeto Individual Unimonte - pelo projeto A evolução histórica-estrutural da cidade de Santos: um olhar da engenharia civil sobre o passado, pensando em um futuro sustentável (recuperando a memória), Grupo Ânima[14].
- 2016	Prêmio Professor Padre Geraldo Magela: práticas para uma educação inovadora - 2º. Lugar Categoria Projeto Colaborativo Unimonte - em parceria com Renato Frosch e Cristina Porto pelo projeto Fomento ao empreendedorismo inovador: identidade profissional e pontencialização criativa, Grupo Ânima[14].
- 2016	Prêmio Mérito Docente - 1º. Lugar Unimonte, Grupo Ânima.